# Arland
Arland – miasto w Stanach Zjednoczonych, w stanie Wisconsin, w hrabstwie Barron.